# Dipartimento di General Taboada
General Taboada è un dipartimento argentino, situato nella parte centro-orientale della provincia di Santiago del Estero, con capoluogo Añatuya.
Esso confina a nord con il dipartimento di Juan Felipe Ibarra, a est con la provincia di Santa Fe, a sud con il dipartimento di Belgrano, e a ovest con i dipartimenti di Aguirre e Avellaneda.
Secondo il censimento del 2001, su un territorio di 6.040 km², la popolazione ammontava a 36.683 abitanti.
Municipi e “comisiones municipales” del dipartimento sono:
- Añatuya
- Averías
- Estación Tacañitas
- Los Juríes
- Tomás Young